# Terminación nerviosa libre
Una terminación nerviosa libre es el final no especializado de los nervios aferentes, lo que significa que aporta información de la periferia del cuerpo hacia el cerebro. Funcionan como receptores cutáneos y se utilizan fundamentalmente por los vertebrados para detectar el dolor.

## Estructura
Las terminaciones nerviosas libres no están encapsuladas y no tienen estructuras sensoriales complejas. Estas son el tipo más común de terminaciones nerviosas, y se encuentran, con más frecuencia en la piel. En su mayoría, se asemejan a las raíces de una planta. Penetran en la epidermis y terminan en el estrato granuloso. Estas terminaciones nerviosas también se infiltran en las capas medias de la epidermis y rodean los folículos pilosos.

## Tipos
Las terminaciones nerviosas libres tienen diferente velocidad de adaptación, modalidad de estímulo y tipos de fibras.

### Índice de adaptación
Las fibras A delta de tipo II son de rápida adaptación, mientras que las fibras A delta tipo I y las fibras C son de lenta adaptación.

### Modalidad
Terminaciones nerviosas libres pueden detectar la temperatura, los estímulos mecánicos (tacto, presión, estiramiento) y el dolor (nocicepción). Por lo tanto, diferentes terminaciones nerviosas libres trabajan como termorreceptores, mecanorreceptores cutáneos y los nociceptores. En otras palabras, expresan polimodalidad.

### Tipos de fibra
La mayoría de las fibras Aδ (A delta) (grupo III) y fibras C (grupo IV) son terminaciones nerviosas libres.